# Polonia A y B

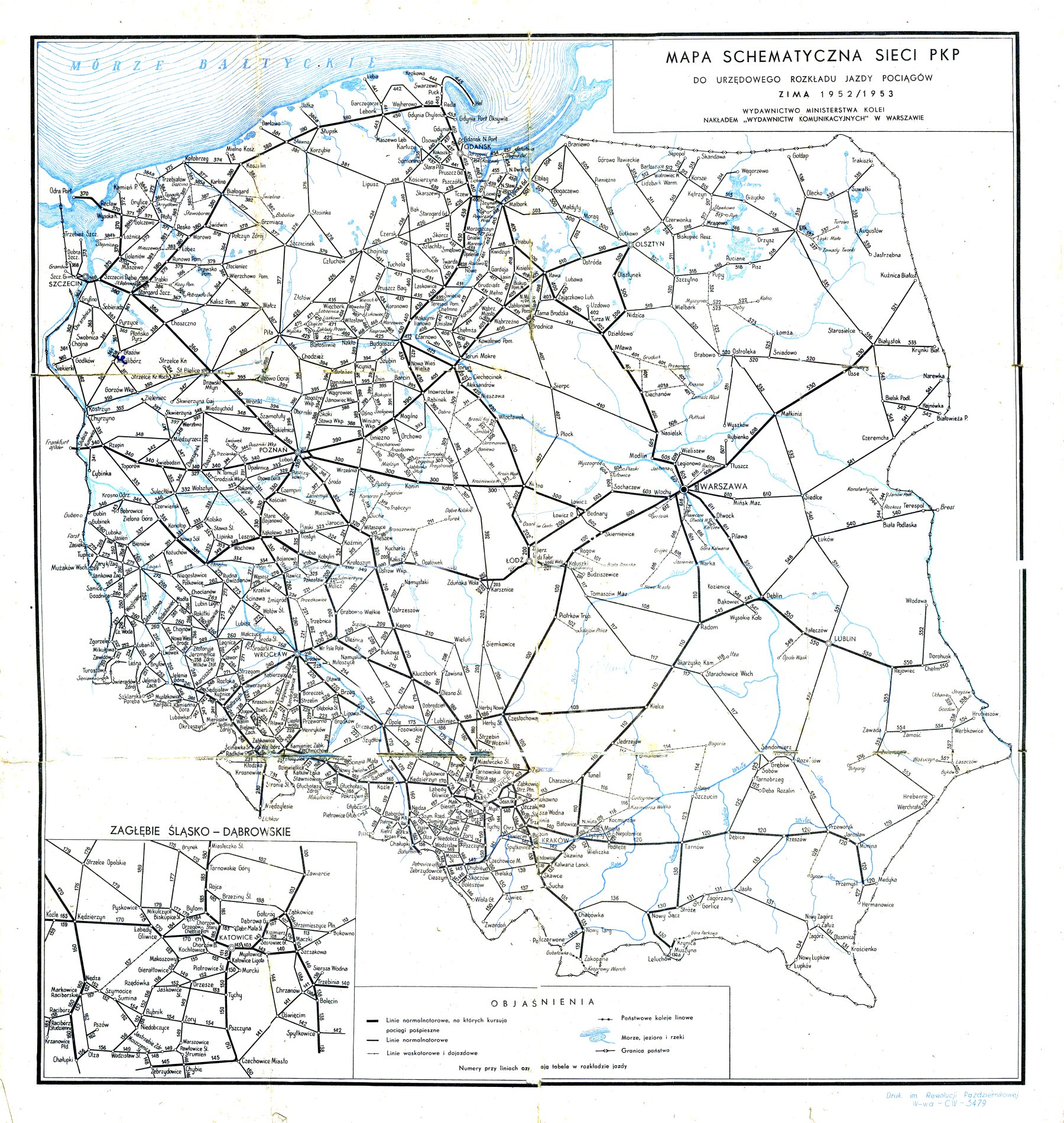
Red de ferrocarriles en Polonia en 1953.

El término Polonia A y B (polaco: Polska "A" i "B") se refiere a la distinción histórica, política y cultural entre las áreas occidental y oriental de Polonia, con el área occidental (Polonia A) más desarrollada económicamente, pero creciendo más lentamente que la oriental (Polonia B).
Esta división puede compararse con la división entre estados rojos y estados azules en la política de Estados Unidos.
La división se remonta a los tiempos de las particiones de Polonia durante la Edad Moderna.
El desarrollo de la Polonia oriental es más rápido que el de la occidental. Las provincias occidentales (excepto en la de Baja Silesia) tienen un crecimiento más lento del PIB y un mayor nivel de desempleo que el este. Varias ciudades de Polonia oriental tienen muy buena situación económica y un buen nivel de desarrollo (por ejemplo, Olsztyn y Rzeszów están en la cima de la clasificación de calidad de vida).
En esta diferenciación hay que reconocer que las fronteras de Polonia se movieron hacia el oeste a partir de 1945. Por ejemplo, Varsovia estuvo históricamente en la parte desarrollada y ahora está situada en la parte oriental del país. Las provincias occidentales de crecimiento más lento son a menudo antiguas regiones alemanas ya pobladas en su mayoría por polacos de las antiguas regiones orientales de Polonia. Por ejemplo, Olsztyn era parte de Prusia después de las particiones de Polonia. Así que el "corazón" de Polonia no ha cambiado mucho.

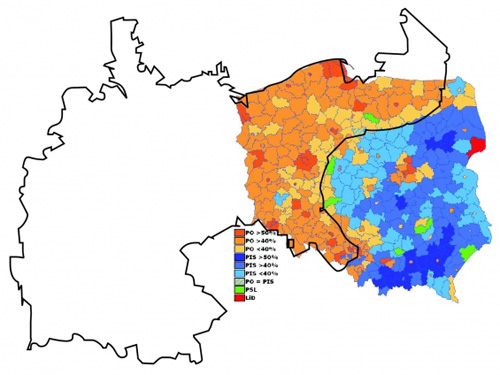
Mapa electoral de las elecciones parlamentarias en Polonia en 2007, sobrepuesto al mapa del Imperio alemán: en Polonia A ganó el partido Plataforma Cívica y en la B Ley y Justicia.